# ガリー・ホール・クリークの戦い
ガリー・ホール・クリークの戦い（ガリー・ホール・クリークのたたかい、英語: Battle of Gully Hole Creek）はジェンキンスの耳の戦争中の1742年7月18日（グレゴリオ暦）、ジョージア植民地のセント・サイモンズ島（現ジョージア州領）においてイギリス軍とスペイン軍の間で行われた戦闘。戦闘はイギリスのフレデリカ砦とセント・サイモンズ砦をめぐって行われたが、戦略的には近くの海や水路の支配が目的であった。イギリス軍が勝利したことで、ジョージア植民地はセント・サイモンズ島の支配を揺るぎないものとした。同日に同じくセント・サイモンズ島で行われた、より有名なブラッディ・マーシュの戦いもイギリスが勝利した。

## 背景
スペインのマヌエル・デ・モンティアーノ総督率いるジョージア侵攻軍は4,500人から5,000人とされ、うち約1,900から2,000人は上陸軍だった。正規軍、民兵、インディアンの混成軍であったジェームス・オグルソープの軍勢は1千人未満であった。セント・サイモンズ砦の駐留軍は侵攻軍に砲撃したが上陸を阻止するには至らなかった。
1742年7月5日、モンティアーノはフレデリカ川近くにあるガスコイン岬の近くで船36隻から1,900人を上陸させた。大人数の軍勢に直面したオグルソープはスペイン軍が強襲を仕掛ける前にセント・サイモンズ砦から撤退することを決めた。彼は砦をスペイン軍に使われないよう、駐留軍に大砲を破壊させ、砦にできる限りの破壊を行った。スペイン軍は翌日に砦を占領、侵攻の基地とした。
兵士と補給を揚陸し、セント・サイモンズ砦で足場を固めると、スペイン軍は近くへの偵察を始めた。スペインの偵察隊はセント・サイモンズ砦とフレデリカ砦を繋ぐ道を見つけたが、軍道ではなく農業用と勘違いした。7月18日、セバスティアン・サンチェス大佐（Sebastian Sanchez）率いる偵察隊約115人は道に沿って進んだ。

## 戦闘
サンチェス率いるスペイン軍フレデリカ砦から1.5マイルのところでオグルソープ自ら率いる、ジョージア・レンジャーズ、ハイランド独立中隊、さらに多数なチカソー族、ヤマクロー族、クリーク族の戦士の混成軍に遭遇した。短期間ながら激しい戦闘の後、スペイン軍は戦死者と捕虜を軍勢の3分の1、合計36人出した。セバスティアン・サンチェス大佐は捕虜になり、副官のニコラス・ヘルナンデス大佐（Nicolas Hernandez）は戦死した。オグルソープの損害は「軽微」とされた。
残りのスペイン軍は無秩序に南へ退却、セント・サイモンズ砦から進軍してきたアントニオ・バルバ大佐（Antonio Barba）率いるスペイン擲弾兵200人に遭遇した。バルバはスペイン軍の撤退を援護した。

## その後
イギリスの植民地人は同日のブラッディ・マーシュの戦いでも勝利、スペイン軍をジョージア植民地から追い出した。
サバンナのワームズロー史跡地では毎年ジェンキンスの耳の戦争の記念行事が行われる。

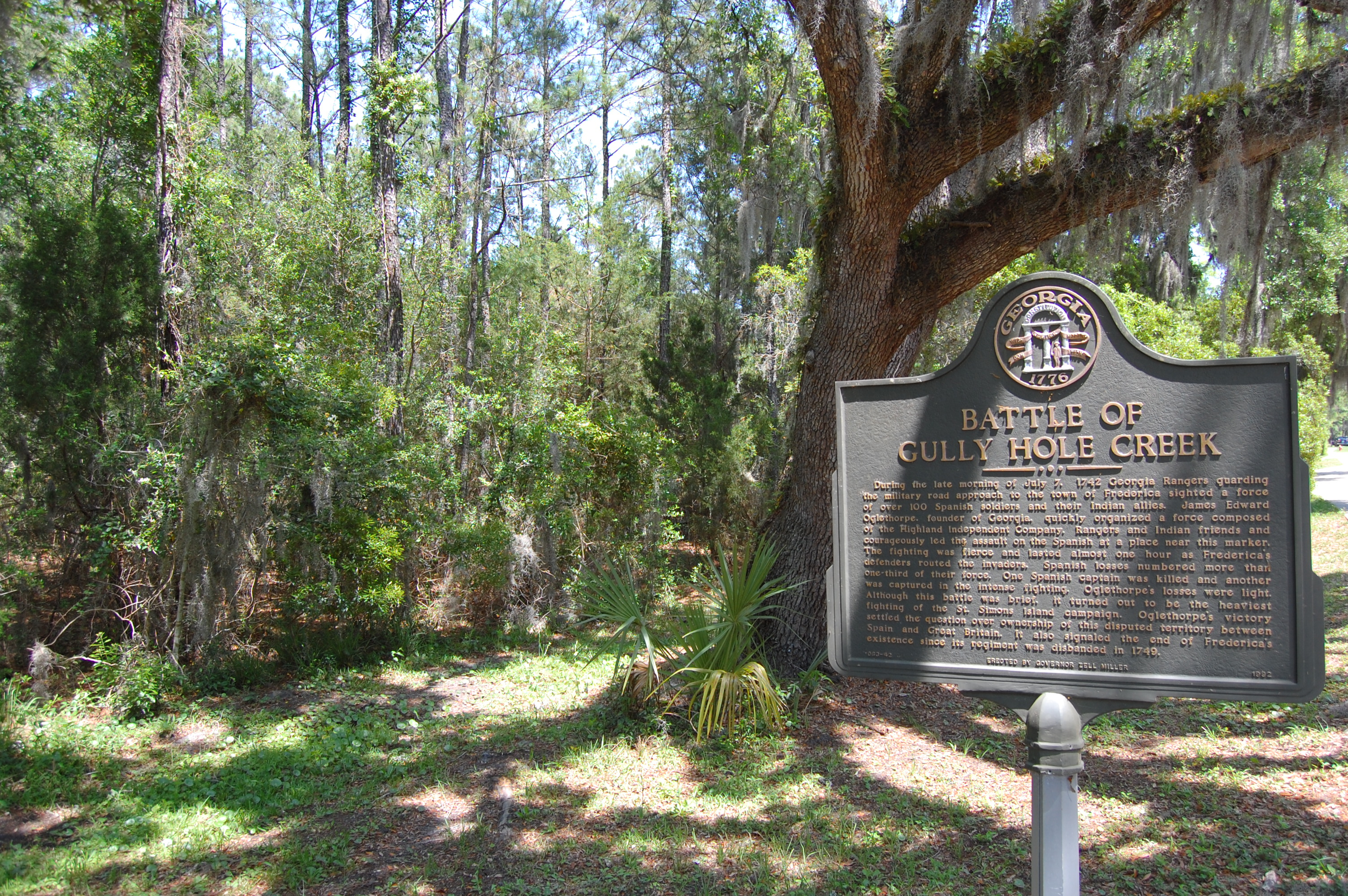
ガリー・ホール・クリーク、2008年撮影
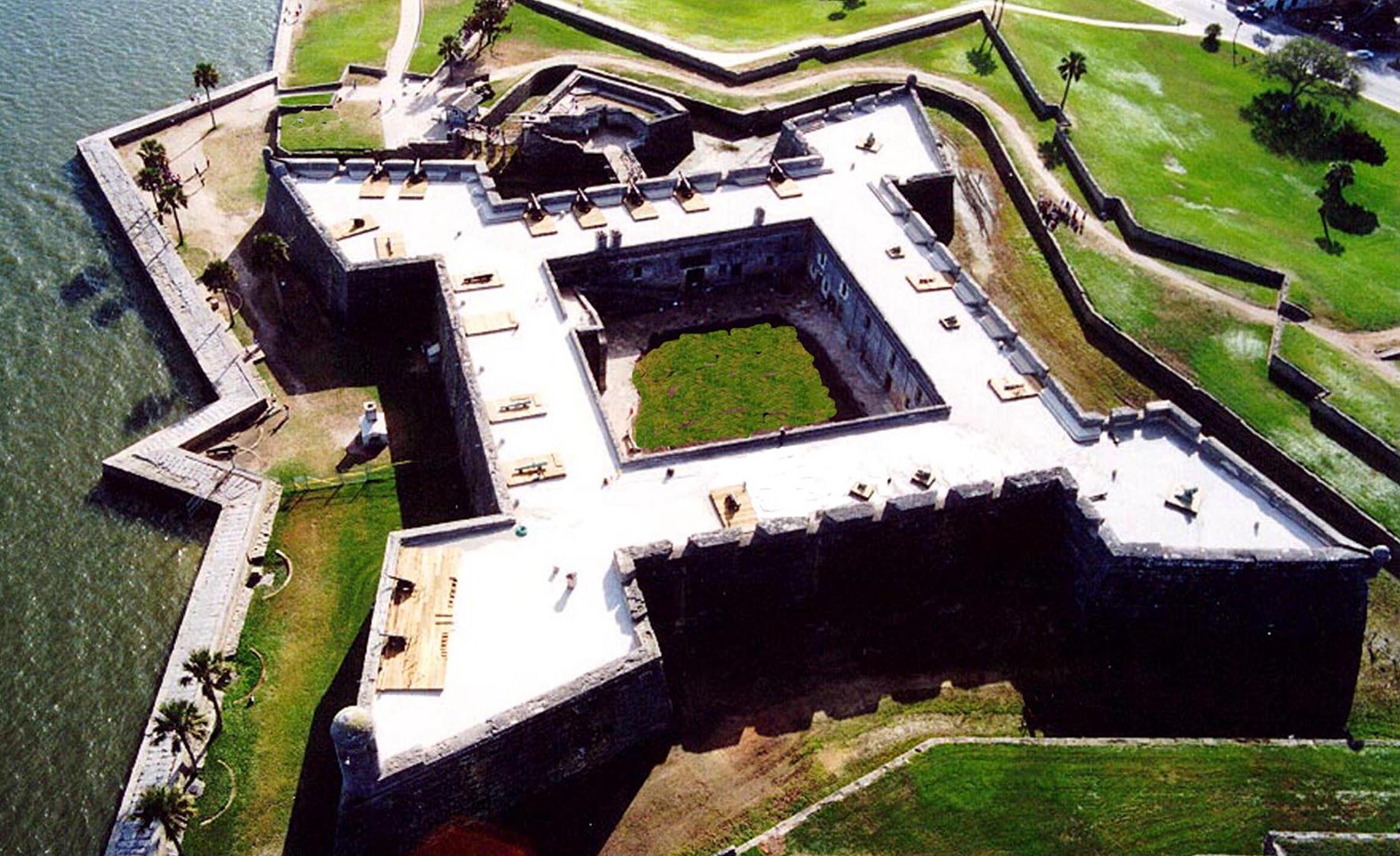
マヌエル・デ・モンティアーノ（英語版）のサンマルコス砦